# John Dovi
John Tony Dovi (Saint-Maurice-le-Girard, 2 de enero de 1973) es un deportista francés que compitió en boxeo.
Ganó dos medallas en el Campeonato Mundial de Boxeo Aficionado, plata en 1999 y bronce en 2001, y una medalla de plata en el Campeonato Europeo de Boxeo Aficionado de 2002.
Participó en los Juegos Olímpicos de Sídney 2000, ocupando el quinto lugar en el peso semipesado.

## Palmarés internacional
| Campeonato Mundial | Campeonato Mundial       | Campeonato Mundial | Campeonato Mundial |
| Año                | Lugar                    | Medalla            | Categoría          |
| ------------------ | ------------------------ | ------------------ | ------------------ |
| 1999               | Houston (Estados Unidos) | Medalla de plata   | 81 kg              |
| 2001               | Belfast (Reino Unido)    | Medalla de bronce  | 81 kg              |
| Campeonato Europeo |                          |                    |                    |
| Año                | Lugar                    | Medalla            | Categoría          |
| 2002               | Perm (Rusia)             | Medalla de plata   | 81 kg              |